# Agathiphagoidea
Agathiphagoidea zijn een superfamilie van primitieve vlinders. De superfamilie omvat één familie, met één geslacht en twee soorten.

## Families en geslachten
- Agathiphagidae
  - Agathiphaga Dumbleton, 1952